# Ryan White
Ryan Wayne White (Kokomo, Indiana, 1971. december 6. – Indianapolis, Indiana, 1990. április 8.) amerikai tinédzser, akit hemofília nevű betegsége során HIV fertőzött vérrel kezeltek, és ezáltal fertőződött meg. Az ezáltal elkapott HIV / AIDS betegséget 1984-ben diagnosztizálták nála, és csupán 6 hónapot jósoltak neki az orvosok. Az orvosa azt tanácsolta, hogy járjon nyugodtan iskolába, mert nem jelent kockázatot a többi diák számára, azonban az aggályok és a többiekben való félelem miatt kizárták az iskolából. A fiú 1990-ben, egy hónappal az érettségi előtt hunyt el.
Mielőtt White elkapta a halálos kórt, az a hír járta a közvéleményben, hogy szinte kizárólag csak a homoszexuális férfiak körében terjed a betegség, mivel abban az időben keveset tudtak a HIV fertőzésről, azonban White betegsége megváltoztatta a közvéleményt, és olyan HIV fertőzött emberek is megjelentek a médiában, támogatva az AIDS kutatást, mint Magic Johnson, Arthur Ashe, Kimberly Bergalis, a Ray testvérek. Röviddel White halála után az Amerikai Egyesült Államok Kongresszusa létrehozta a Ryan White CARE törvényt.

## Gyermekkora és betegsége
Ryan White a St. Joseph Memorial Kórházban született Jeanne Elaine Hale és Hubert Wayne White gyermekeként. A fiú körülmetélése során állapították meg, hogy a vérzés a beavatkozás során nem áll el. Három napos korában diagnosztizálták nála az A típusú hemofíliát, mely egy örökletes véralvadási zavarral társul az X-kromoszóma, mely kisebb sérüléseknél súlyos vérzést eredményezhet. Betegségét heti szinten vérátömlesztéssel kezelték.
1984. december 17-én tüdőgyulladást kapott, és javasolták tüdejének részleges eltávolítását, ekkor kaphatta el a halálos vírust. A tudomány ebben az időszakban még keveset tudott az AIDS vírusról. Ezáltal a kórházakban lévő vérkészítményeket nem szűrték, nem tesztelték, így gyakran fertőzött vérrel kezelték a pácienseket, köztük White is így fertőződött meg.
A diagnózis után a fiú túl beteg volt ahhoz, hogy visszatérjen az iskolába, azonban 1985 elején jobban érezte magát, de az iskola vezetői megtagadták felvételét annak ellenére, hogy 1985. június 30-án egy felvételi kérelmet nyújtottak be az iskolába. Az iskola és a család között 8 hónapig húzódó jogi vita alakult ki.